# Pignora imperii
I Pignora imperii erano i sette oggetti sacri che garantivano, secondo le credenze dei romani, il potere e la salvezza di Roma. Erano conservati in luoghi diversi dell'Urbe: nel tempio di Vesta, nella Regia, nei palazzi imperiali. 
Alcuni di questi Pignora (Palladio, Velo, Scettro e forse le Ceneri) vennero trasportati da Enea in Lazio come "Penati" di Troia e transitarono da Lavinio e da Albalonga prima di fissarsi a Roma (non dimentichiamo che Troia era stata fondata da Dardano, secondo una tradizione italico di Cortona; pertanto si tratta di un "ritorno a casa").
(Maurus Servius Honoratus In Vergilii carmina comentarii ad Aen, VII, 188)
Essi erano:
- La pietra di Cibele, una pietra conica nera (forse un Lingam, la pietra dal fiume Narmada) considerata il betilo della dea, trasferito a Roma durante le guerre puniche
- La quadriga di Veio, opera in terracotta dello scultore etrusco Vulca che ornava il tempio di Giove sul Campidoglio[1]
- Le ceneri di Oreste[2], figlio del re Agamennone e di Clitennestra e fratello di Ifigenia, Elettra e Crisotemi la cui vicenda è legata anche al lago di Nemi e a Diana
- Lo scettro di Priamo, ultimo re di Troia
- Il velo di Iliona[3], figlia suicida di Priamo
- il Palladio, ovvero la scultura fatta da Atena per l'amica Pallade
- Gli Ancilia, ovvero i 12 scudi bilobati dei sacerdoti Salii, uno solo dei quali era l'originale - inviato da Marte Gradivo a re Numa Pompilio come pegno dell'eterna invincibilità di Roma